# Comitato di Zagabria
Il comitato di Zagabria (in ungherese Zágráb vármegye, in croato Zagrebačka županija) è stato un antico comitato del Regno d'Ungheria situato nell'odierna Croazia. Il comitato apparteneva all'autonomo Regno di Croazia e Slavonia; suo capoluogo era Zagabria.

## Geografia fisica
Il comitato di Zagabria confinava a nordovest con i territori austriaci della Carniola e della Stiria, a nord e ad est con gli altri comitati di Varasdino, Belovár-Kőrös e Pozsega (tutti parte della Croazia-Slavonia), a sud con la Bosnia ed Erzegovina (austriaca) e a sudovest con il comitato croato-slavone di Modrussa-Fiume. Il territorio del comitato era attraversato dal fiume Sava e comprendeva le importanti città di Sisak e Karlovac.

## Storia
In seguito alla prima guerra mondiale il comitato fu sciolto e col Trattato del Trianon (1920) passò al Regno dei Serbi, Croati e Sloveni (poi trasformatosi in Regno di Jugoslavia). Dal 1991, anno dell'indipendenza dalla Jugoslavia, il territorio dell'antico comitato appartiene alla Croazia e corrisponde alle contee di Zagabria e Sisak-Moslavina.